# پاکو بینزوباس
پاکو بینزوباس (انگلیسی: Paco Bienzobas; ۲۶ مارس ۱۹۰۹ – ۳۰ آوریل ۱۹۸۱) بازیکن فوتبال اهل اسپانیا بود.
از باشگاه‌هایی که در آن بازی کرده‌است می‌توان به باشگاه فوتبال رئال سوسیداد، باشگاه فوتبال اوساسونا، و باشگاه فوتبال رئال سوسیداد اشاره کرد. وی اولین آقای گل تاریخ لاليگا اسپانیا در سال ۱۹۲۹ است.
وی همچنین در تیم ملی فوتبال اسپانیا بازی کرده‌است.